# غرين فالي (مقاطعة ماراثون)
غرين فالي، مقاطعة ماراثون (بالإنجليزية: Green Valley, Marathon County, Wisconsin)‏ هي بلدة تقع بولاية ويسكونسن في الولايات المتحدة. تبلغ مساحتها 91.1 (كم²)، وترتفع عن سطح البحر 344 م، بلغ عدد سكانها 541 نسمة في عام 2010 حسب إحصاء مكتب تعداد الولايات المتحدة .

## وصلات خارجية
- The US50 - Cities and Towns in Wisconsin State
- Wisconsin Cities and Towns, Facts, Map, Flag, Colleges, Government, and More